# جيرمي مايسون
جيرمي مايسون (بالفرنسية: Jérémy Maison)‏ (و. 1993  م) هو دراج، وkinesiotherapist ‏ فرنسي، ولد في أوكسير.

## التصنيف
| السنة     | 2014 | 2015 | 2016 | 2017 | 2018 | 2019 |
| --------- | ---- | ---- | ---- | ---- | ---- | ---- |
| العالم    |      |      | -    | 352  | -    |      |
| عالمي     |      |      | -    | 1637 | 1183 | 1669 |
| أوروبا    | 1014 | 370  | -    | 1458 | 738  | 1105 |
|           |      |      |      |      |      |      |
| مصدر: UCI |      |      |      |      |      |      |

## سجل الفوز

### سباقات أو مراحل فاز بها
| التاريخ       | السباق                 | المركز                                          |
| ------------- | ---------------------- | ----------------------------------------------- |
| 30 أغسطس 2014 | تور دي أفينير 2014     | العاشر في تصنيف الجبال، التاسع في التصنيف العام |
| 31 مايو 2015  | 2015 Peace Race U23    | الخامس في تصنيف الجبال                          |
| 15 أغسطس 2015 | طواف أين 2015          | الثامن في تصنيف أفضل شاب                        |
| 22 يناير 2017 | داون أندر 2017         | الخامس في تصنيف الجبال                          |
| 17 يونيو 2018 | روتي دو سود 2018       | السادس في تصنيف أفضل شاب                        |
| 24 يونيو 2018 | طواف باي دو سافوا 2018 | المركز الثالث                                   |
| 26 أغسطس 2018 | دويتشلاند تور 2018     | العاشر في تصنيف أفضل شاب                        |